# Margarito González
Margarito González Manzanarez (ur. 3 marca 1979 w Cruz Grande) – meksykański piłkarz występujący na pozycji środkowego obrońcy.

## Kariera klubowa
González swoją karierę piłkarską rozpoczynał w zespole CF La Piedad za kadencji szkoleniowca Alberto Guerry. W meksykańskiej Primera División zadebiutował 11 sierpnia 2001 w zremisowanym 2:2 spotkaniu z Atlante. Po sezonie 2001/2002 spadł z La Piedad do drugiej ligi. Nie potrafiąc wywalczyć sobie miejsca w pierwszym składzie odszedł jednak wówczas do występującego w najwyższej klasie rozgrywkowej Querétaro FC, gdzie z kolei szybko został podstawowym graczem. Premierowego gola w lidze strzelił 11 września 2002 w wygranym 3:2 meczu z Veracruz, natomiast 28 września zanotował hat-tricka w wygranej 5:2 konfrontacji z Atlasem.
Dobra forma prezentowana w spotkaniach Querétaro zaowocowała transferem Gonzáleza do znacznie bardziej utytułowanego Cruz Azul z siedzibą w stołecznym mieście Meksyk. Tam występował przez sześć miesięcy, po czym odszedł do drugoligowego Club Celaya, gdzie z kolei spędził rok. Latem 2005 powrócił do Querétaro, które zdążyło pod jego nieobecność spaść do Primera A, jednak już w sezonie 2005/2006 ze znaczącą pomocą Gonzáleza zdołało awansować z powrotem do pierwszej ligi. Po kolejnym roku drużyna ponownie została relegowana, za to sam zawodnik został wypożyczony do Dorados de Sinaloa, także z zaplecza Primera División. W rozgrywkach 2008/2009, ponownie jako piłkarz Querétaro, zanotował drugi awans do pierwszej ligi.
Latem 2010 González przeszedł do drugoligowego CD Irapuato, gdzie od razu wywalczył sobie mocną pozycję w wyjściowej jedenastce. W sezonie Clausura 2011 zwyciężył z nim w rozgrywkach Liga de Ascenso, co przy jednoczesnej porażce ze zwycięzcą fazy Apertura, Tijuaną, nie zaowocowało awansem do najwyższej klasy rozgrywkowej. Swoją karierę piłkarską zakończył w wieku 33 lat.

## Kariera reprezentacyjna
W 1999 roku González został powołany przez selekcjonera Jesúsa del Muro do reprezentacji Meksyku U-20 na Młodzieżowe Mistrzostwa Świata w Nigerii. Był wówczas rezerwowym zawodnikiem drużyny i wystąpił w dwóch spotkaniach, nie strzelając bramki. Meksykanie zakończyli swój udział w turnieju w ćwierćfinale.